# Алієв Мухаммед Емзарович
Мухаммед Алієв — український борець вільного стилю, неодноразовий чемпіон України, чемпіон світу U-23, учасник відбіркового турніру на ОІ-2022 у Токіо. Бронзовий призер Чемпіонату Європи серед кадетів.